# 朱迪·布朗
朱迪·布朗·克拉克（英語：Judi Brown Clarke，1961年7月14日—），美国前女子田径运动员。她曾代表美国参加1984年夏季奥林匹克运动会田径比赛，获得女子400米栏银牌。

## 政治參與
2013年11月5日，當選密西根州蘭辛市議會議員。

## 榮譽
- 1986年，入選密西根州立大學名人堂[1]。
- 1987年，被《運動畫刊》評為「年度最佳體育人物」[1]。